# Canon de 155 mm long modèle 1918 Schneider
Le canon de 155 mm long modèle 1918 Schneider (parfois abrégé en 155 L 18) est un canon français entré en service pendant la Première Guerre mondiale.

## Conception
Il s'agit d'un dérivé du canon de 155 mm long modèle 1877/1914, qui consistait dans le montage d'un tube de canon de 155 de Bange sur un affût moderne. Le dernier de ces canons est sorti début 1918 et il est décidé de réutiliser le tube du canon de Bange avec un nouvel affût. L'affût retenu est celui du canon de 155 mm court modèle 1917 Schneider, sans bouclier.

## Service
Le prototype sort en avril 1918 et les premiers exemplaires entrent en service en novembre 1918, juste avant l'Armistice. Le 120e et dernier canon est livré en 1920.
Le 155 L 17 est toujours en service en 1939-1940 dans l'artillerie lourde de réserve générale.
La Wehrmacht en capture un certain nombre pendant l'invasion de la France en 1940. Ils sont utilisés dans l'artillerie côtière sous la désignation 15,5 cm K425(f) .